# Gran duque

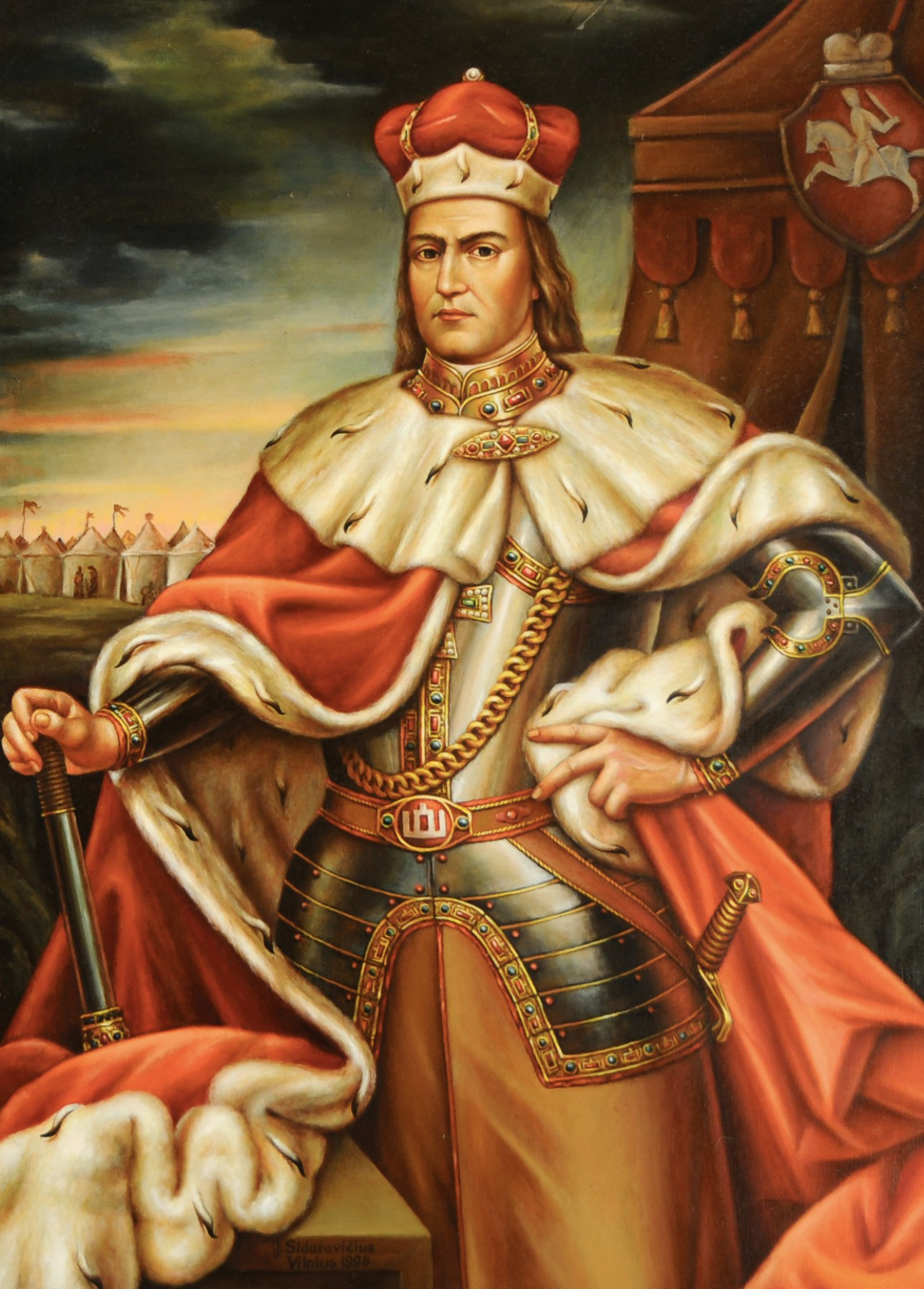
Pintura del representando al gran duque de Lituania, Vytautas el Grande.

Gran duque (femenino: gran duquesa) es un título nobiliario hereditario europeo, utilizado por ciertos monarcas o por miembros de ciertas familias de monarcas. En estatus, un gran duque tradicionalmente se ubica en orden de precedencia debajo de un emperador, rey o archiduque y por encima de un  príncipe soberano o duque soberano. El título se usa en algunas monarquías independientes actuales y anteriores en Europa, particularmente:
- En el actual Gran Ducado de Luxemburgo[1]
- Históricamente, por los soberanos de países antes independientes, como Toscana (de 1569 a 1860, ahora parte de Italia).
- En  Baden, Hesse, Oldemburgo, Mecklemburgo-Schwerin, Mecklemburgo-Strelitz y Sajonia-Weimar: grandes ducados de 1815 a 1918, y todos forman parte ahora de Alemania.
- Anteriormente, también en algunos países del este y noreste de Europa, como el Gran Ducado de Finlandia o el Gran Ducado de Lituania
- Por los autodenominados monarcas de varias micronaciones.

## Europa occidental y central
El término "gran duque" como monarca que reinaba sobre un estado independiente fue una invención posterior (en Europa occidental al principio en 1569 para el gobernante de Toscana) para denotar a un duque particularmente poderoso o una monarquía que desempeñaba un importante papel político, militar y / o papel económico, pero no lo suficientemente grande como para ser un  Reino. Surgió porque el título de duque había perdido gradualmente estatus y precedencia durante la Edad Media al haber sido otorgado a gobernantes de feudos relativamente pequeños (territorios feudales), en lugar de las grandes regiones tribales o incluso territorios nacionales a los que alguna vez se adjuntó el título.
Uno de los primeros ejemplos ocurrió cuando el conde Gonzalo Menéndez tomó, en 987, el título personal de Magnus Dux Portucalensium («Gran duque de Portucale»).
Otro ejemplo fue la línea de grandes duques autoproclamados (legalmente duques) de Borgoña en el siglo XV, cuando gobernaban la mayor parte del noreste de Francia actual, así como casi todos los Países Bajos. Intentaron, en última instancia sin éxito, crear a partir de estos territorios bajo su control un nuevo país unificado entre el Reino de Francia en el oeste y el Sacro Imperio Romano Germánico (principalmente la actual Alemania) en el este. Felipe III, duque de Borgoña (reinó de 1419 a 1467) asumió el estilo subsidiario, legalmente nulo y el título de "Gran Duque de Occidente" en 1435, habiendo traído previamente los ducados de Brabante y Limburgo así como los condados de Holanda, Zelanda, Frisia, Hainaut y Namur en su poder. Su hijo y sucesor Carlos el Temerario (que reinó entre 1467 y 1477) continuó usando el mismo estilo y título.
El título magnus dux o gran duque ( Kunigų kunigas, Didysis kunigaikštis en lituano) ha sido utilizado por los gobernantes de Lituania, quienes después de Jagiello también se convirtieron en reyes de Polonia. Desde 1573, tanto la versión latina como su equivalente polaco wielki ksiaze (literalmente "gran príncipe"), el título monárquico de los gobernantes de Lituania, así como de Rusia (occidental), Prusia, Mazovia, Samogithia, Kiev, Volhynia, Podolia, Podlachia, Livonia, Smolensko, Severia y Chernigov (incluidos los reclamos huecos alimentados por la ambición), fueron utilizados como parte de sus títulos monárquicos oficiales completos por los reyes (polaco: Krol) de Polonia durante el Commonwealth polaco-lituano.
Los primeros monarcas con título oficial de gran duque fueron los soberanos Medici de Toscana, el título fue concedido por primera vez en 1569 por Pío V al duque de Florencia Cosme I tras la anexión por éste de la República de Siena. El Gran Ducado de Toscana siguió existiendo hasta 1859, es decir, hasta la Unificación de Italia. Aunque nació en Italia, el título dejó de conferirse a otros estados o familias de la península. Sin embargo, podría decirse que era un título personal (papal) adjunto a un mero ducado, porque el territorio estaba bajo el vasallaje del Sacro Imperio Romano Germánico.
A principios de la década de 1970, el distrito de Santa Caterina fue, junto con el distrito de Sbarre, uno de los protagonistas de los Fatti di Reggio. La revuelta tuvo también algunas facetas singulares: precisamente para subrayar su total desprecio por el gobierno de turno, los ciudadanos del distrito declararon polémicamente su escisión de Italia y se proclamaron Gran Ducado de Santa Caterina.
Napoleón I otorgó el título ampliamente: durante su era, a varios de sus aliados (y vasallos de facto) se les permitió asumir el título de gran duque, generalmente al mismo tiempo que sus feudos heredados (o feudos otorgados por Napoleón) fueron ampliados por territorios anexados que anteriormente pertenecían a enemigos derrotados en el campo de batalla. Tras la caída de Napoleón, las potencias victoriosas reunidas en el Congreso de Viena, que se ocupó de las secuelas políticas de las guerras napoleónicas, acordaron abolir los Grandes Ducados creados por Bonaparte y crear un grupo de monarquías de importancia intermedia con ese título. Así, el siglo XIX vio un nuevo grupo de monarcas titulados Gran Duque en Europa central, especialmente en la Alemania actual.
1860 sello postal del Gran Ducado de Finlandia
En el mismo siglo, la versión puramente ceremonial del título "gran duque" en Rusia (de hecho, la traducción occidental del título ruso "gran príncipe" concedida a los hermanos del zar ) se expandió masivamente debido a la gran cantidad de progenie de la Casa gobernante de Romanov durante esas décadas.
En los idiomas alemán y holandés, que tienen palabras separadas para un príncipe como el hijo (hijo) de un monarca (respectivamente Prinz, Prins) y para un príncipe soberano (Fürst, Vorst), también hay una clara diferencia lingüística entre un soberano Gran Duque que reina sobre un estado de Europa central y occidental (Großherzog , Groothertog) y un Gran Duque no soberano, puramente ceremonial de la familia imperial rusa o de otros territorios no soberanos que son dependencias de facto de una potencia importante ( Großfürst , Grootvorst ).
En 1582, el rey Juan III de Suecia agregó "Gran Duque de Finlandia" a los títulos subsidiarios de los reyes suecos, pero sin ninguna consecuencia política, ya que Finlandia ya era parte del reino sueco.
Después de las conquistas rusas, los emperadores rusos siguieron utilizando el título en su papel de gobernantes de Lituania ( de facto no soberana) (1793-1918) y de la Finlandia autónoma (igualmente no soberana) (1809-1917). El Sacro Imperio Romano Germánico bajo la Casa de Habsburgo instituyó un Großfürstentum Siebenbürgen ( Gran Principado de Transilvania ) no soberano similar en 1765.

## Los Balcanes

### Grandes duques bizantinos
El título latino dux (la raíz etimológica de duque), que fonéticamente se tradujo como doux (δούξ) en griego, era un título común para los generales imperiales en los imperios romanos tardíos (oeste y este), pero tenga en cuenta que tenía un rango más bajo de lo que viene. (la raíz etimológica de Conde ).
Bajo este último, sistema de Thema exclusivamente bizantino, el comandante de un Thema a menudo se llamaba doux en lugar de los primeros strategos del siglo X en adelante. El título de "Gran Duque" ( mega doux ) fue creado por Alejo I Comneno y se le confirió al almirante comandante de la armada bizantina. Como tal, era un cargo real en lugar de un rango de la corte, aunque también se convirtió en un grado en el orden de precedencia de la corte bajo los emperadores paleólogos, y siempre estuvo en manos de una sola persona.

### Grandes duques bosnios
Gran duque de Bosnia (en serbocroata: Veliki Vojvoda Bosanski; en latín : Bosne supremus voivoda / Sicut supremus voivoda regni Bosniae ) fue un título de la corte en el Reino de Bosnia, otorgado por el Rey a los más altos comandantes militares. generalmente reservado para los más influyentes y capaces entre la alta nobleza bosnia. Interpretarlo como un puesto de oficina en lugar de un rango judicial podría ser aún más preciso. A diferencia del uso en Europa occidental, Europa central o en varias tierras eslavas desde el centro hasta el noreste de Europa, donde la analogía entre el Gran Duque y el Gran Príncipe fueron significativos, con ambos títulos correspondientes a un soberano inferior al Rey pero superior al Duque, en Bosnia el título Gran Duque correspondía más al título militar bizantino megas doux. Es posible registrar algunas similitudes con títulos equivalentes en tierras eslavas vecinas, como Serbia, sin embargo, en los países vecinos el título de Duque, en Vojvoda eslava , también tenía un significado militar, pero en ese sentido "Gran Duque" era específicamente, incluso exclusivamente, título bosnio.

## Europa del Este

### Grandes duques de Lituania
A lo largo de la historia de Lituania desde 1230 hasta 1795, la mayoría de sus líderes fueron denominados  Gran Duque de Lituania, incluso cuando tenían conjuntamente el título de  Rey de Polonia y otros títulos.

### Grandes duques de Rusia

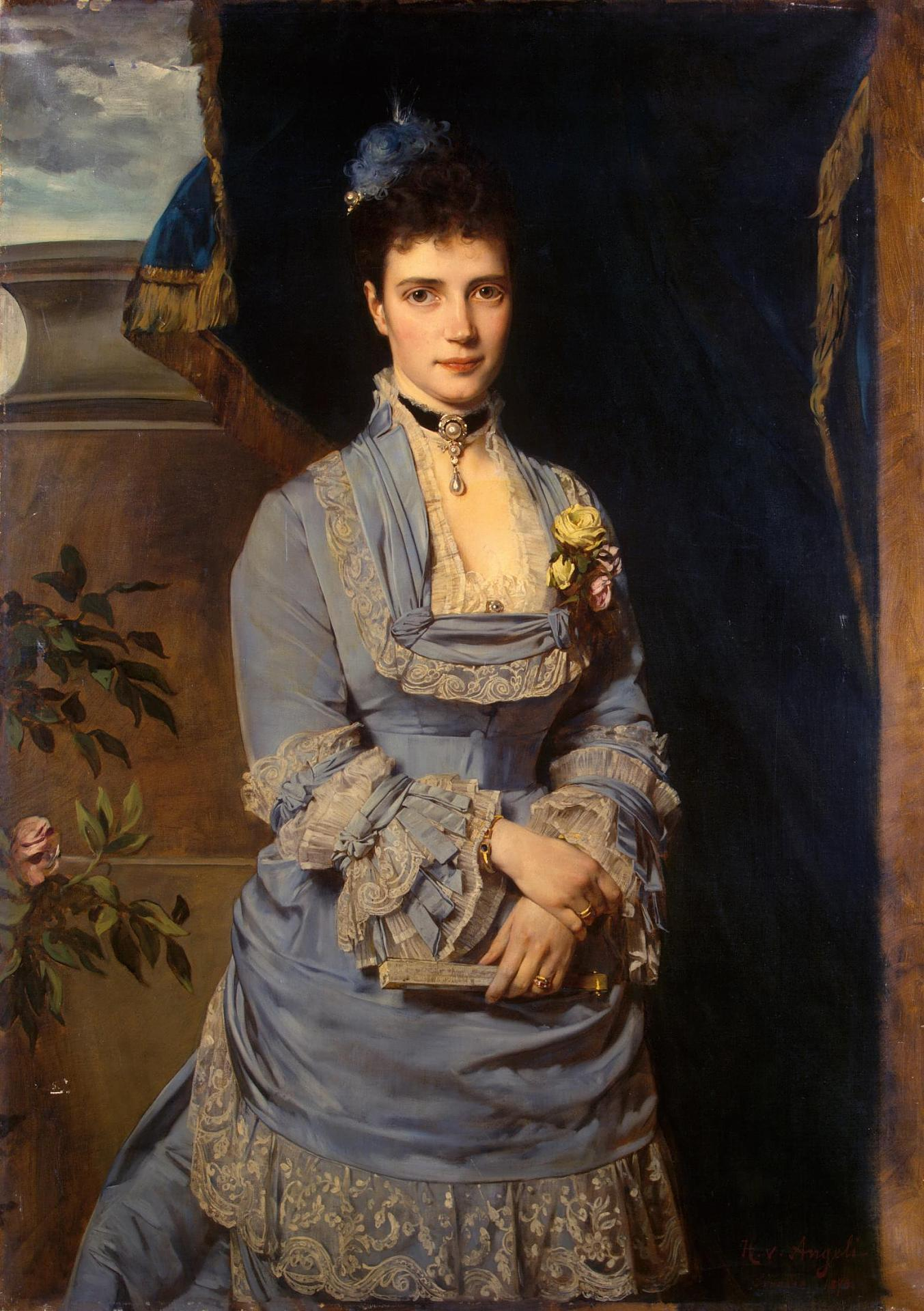
Retrato de la Gran Duquesa María Fiódorovna por Heinrich von Angeli (1874). San Petersburgo, Museo del Hermitage

Véase también: Grandes Príncipes de Moscú
"Gran duque" es la traducción tradicional del título Veliki Kniaz (Великий Князь), que desde el siglo XI fue el título del Gran príncipe de Kiev de la Rus de Kiev, una federación de principados, luego de varios príncipes de la federación. Desde 1328, el Veliki Kniaz de Moscovia apareció como el gran duque de "toda Rus" hasta que Iván IV de Rusia en 1547 fue coronado como Zar. A partir de entonces, el título se otorgó a los hijos y nietos (a través de líneas masculinas) de los zares y emperadores de Rusia. Las hijas y nietas paternas de los emperadores rusos, así como las consortes de los grandes duques rusos, generalmente se llamaban "grandes duquesas" en inglés.
Otra traducción del título ruso sería Gran príncipe. Si bien este término es una traducción más precisa, no es estándar ni se usa ampliamente en inglés. En alemán, sin embargo, un Gran duque ruso era conocido como Großfürst, y en latín como magnus princeps.
De 1809 a 1917, el Emperador de Rusia fue también el Gran Duque de Finlandia, que ocupó como estado autónomo. Antes de la conquista rusa, Finlandia había estado en manos de los reyes de Suecia, primero como un ducado real, desde 1581 con el rey asumiendo el título secundario de Gran Príncipe de Finlandia (finlandés: Suomen suuriruhtinas, sueco: Storfurste av Finland), también traducido a menudo como Gran Duque de Finlandia.

## Gran príncipe
Los grandes príncipes (o, a veces, grandes príncipes ) eran monarcas medievales que generalmente gobernaban varias tribus y/o eran señores feudales de otros príncipes. En ese momento, el título generalmente se traducía como " rey ", a veces también como "Rey menor" o "Pequeño rey" ( alemán : Kleinkönig ). Sin embargo, los Grandes Príncipes no tenían la misma precedencia monárquica que los reyes posteriores de Europa occidental y, por lo tanto, se los consideraba de rango inferior, particularmente en la literatura posterior.
Los Grandes Príncipes reinaron en Europa Central y Europa Oriental, especialmente entre los eslavos y los lituanos.
El título "Gran Príncipe" se traduce como Veliki Kniaz (Великий князь) en ruso. La palabra eslava kniaz y la lituana kunigas (hoy traducida como "sacerdote") son cognados de la palabra Rey en su significado original de "Gobernante". Por lo tanto, el significado literal de Veliki Kniaz y Didysis kunigaikštis era más como "Gran Gobernante" que "Gran Duque".
Con la creciente importancia y tamaño de sus países, esos monarcas reclamaron un título más alto, como rey o zar (también deletreado "Zar" en inglés), que se derivó del latín César ("Emperador") y se basó en el reclamo de ser los sucesores legítimos de los emperadores romanos bizantinos-orientales. El Gran Príncipe Iván IV de Moscovia fue el último monarca en reinar sin reclamar ningún título superior, hasta que finalmente asumió el estilo de Zar de Rusia en 1547.
Los gobernantes del estado vasallo turco de Transilvania (en alemán: Siebenbürgen) utilizaron el título de Gran Príncipe; este título fue asumido más tarde por los Habsburgo después de la conquista de Hungría. Los reyes polacos de la casa sueca de Vasa también usaron el título de gran príncipe para sus territorios no polacos.
A finales de la Edad Media, el título de "Gran Príncipe/Gran Duque" se convirtió cada vez más en un título de cortesía puramente ceremonial para los parientes cercanos de los monarcas gobernantes, como el Zar de Rusia, quien otorgó a sus hermanos el título de Gran Duque de Rusia (veliki kniaz).